# Dalia Colli
Dalia Colli (* 23. Mai 1976 in Livorno) ist eine italienische Visagistin.

## Werdegang
Dalia Colli absolvierte ein Studium an der Akademie der bildenden Künste in Florenz. Danach arbeitete sie in einem Make-up-Studio in Rom. Sie arbeitete häufig an Filmen des italienischen Regisseurs Matteo Garrone. Im Rahmen dieser Zusammenarbeit wurden beide 2013 mit dem David di Donatello für „Reality“ und 2019 für „Dogman“ (gemeinsam mit dem Spezialeffekt-Make-up-Designer Lorenzo Tamburini) ausgezeichnet sowie mit einem EFA Award für „Dogman“ prämiert.

## Filmografie
Kinofilme
- Gomorra, unter der Regie von Matteo Garrone (2008)
- La vita facile, unter der Regie von Lucio Pellegrini (2011)
- Reality, unter der Regie von Matteo Garrone (2012)
- Padroni di casa, unter der Regie von Edoardo Gabbriellini (2012)
- AmeriQua, unter der Regie von Giovanni Consonni und Marco Bellone (2013)
- Mi rifaccio vivo, unter der Regie von Sergio Rubini (2013)
- Come il vento, unter der Regie von Marco Simon Puccioni (2013)
- La mafia uccide solo d'estate, unter der Regie von Pierfrancesco Diliberto (2013)
- Smetto quando voglio, unter der Regie von Sydney Sibilia (2014)
- Pane e burlesque, unter der Regie von Manuela Tempesta (2014)
- Torneranno i prati, unter der Regie von Ermanno Olmi (2014)
- Il nome del figlio, unter der Regie von Francesca Archibugi (2015)
- Chiamatemi Francesco – Il Papa della gente, unter der Regie von Daniele Luchetti (2015)
- Una questione privata, unter der Regie von Paolo e Vittorio Taviani (2017)
- Dogman, unter der Regie von Matteo Garrone (2018)
- Pinocchio, unter der Regie von Matteo Garrone (2019)

Fernsehfilme
- Caravaggio, unter der Regie von Angelo Longoni (2008)
- Dov'è Mario? (2016)
- Maltese - Il romanzo del Commissario, unter der Regie von Gianluca Maria Tavarelli (2017)

## Auszeichnungen
- David di Donatello:
  - 2013: David di Donatello für die beste Visagistin: Reality
  - 2019: David di Donatello für die beste Visagistin: Dogman
  - 2020: David di Donatello für die beste Visagistin: Pinocchio

- Europäischer Filmpreis:
  - 2018: Bestes Maskenbild: Dogman